# Disparomitus schoutedeni
Disparomitus schoutedeni är en insektsart som beskrevs av Navás 1925. Disparomitus schoutedeni ingår i släktet Disparomitus och familjen fjärilsländor. Inga underarter finns listade i Catalogue of Life.